# Munksundskällan
Munksundskällan är en källa, och fickpark i Enköping belägen i nära anslutning till ruinen efter Franciskanerklostret.
Stadsborna hämtade sitt vatten i källan förr och den utgör fortfarande en underjordisk grundvattentäkt som används av staden.